# Vampire Weekend
Vampire Weekend er et amerikansk rockand fra New York City, der blev dannet i 2006 og som for øjeblikket har kontrakt med Columbia Records. Bandet blev dannet af forsanger og guitarist Ezra Koenig, multi-instrumentalist Rostam Batmanglij, trommeslager Chris Tomson og bassist Chris Baio. Batmanglij forlod gruppen i begyndelsen  2016.
Bandets første album, Vampire Weekend (2008), inkorporerede elementer af indie pop, Afropop og kammermusik. Det indeholdt singlerne "A-Punk" og "Oxford Comma", og blev hyldet som et af de bedste debutalbums nogensinde. Deres opfølger, Contra (2010), blev ligeledes godt modtaget og blev en stor kommerciel succes, hvor det debuterede på førstepladsen af den amerikanske Billboard 200. Deres efterfølgende albums Modern Vampires of the City (2013) og Father of the Bride (2019) fortsatte bandets succes, og har alle modtaget gode anmeldelser og har vundet Grammy Award for Best Alternative Music Album i deres respektive udgivelsesår

## Medlemmer

### Nuværende medlemmer
- Ezra Koenig – forsanger, guitar, klaver (2006–nu)
- Chris Baio – bas, baggrundsvokal, lejlighedsvis klaver (2006–nu)
- Chris Tomson – trommer, percussion, lejlighedsvis guitar, baggrundsvokal (2006–nu)

#### Nuværende tour-medlemmer
- Will Canzoneri – keyboard, baggrundsvokal (2018–nu)
- Brian Robert Jones – guitar, baggrundsvokal (2018–nu)
- Greta Morgan – keyboards guitar, percussion, baggrundsvokal (2018–nu)
- Garrett Ray – percussion, trommer, baggrundsvokal (2018–nu)

### Tidligere medlemmer
- Rostam Batmanglij – keyboards, guitar, baggrundsvokal og lejlighedsvis forsanger, programming, percussion (2006–2016)

## Diskografi
- Vampire Weekend (2008)
- Contra (2010)
- Modern Vampires of the City (2013)
- Father of the Bride (2019)
- Only God Was Above Us (2024)